# Episothalma fimbriaria
Episothalma fimbriaria är en fjärilsart som beskrevs av Walker 1869. Episothalma fimbriaria ingår i släktet Episothalma och familjen mätare. Inga underarter finns listade i Catalogue of Life.